# A korsó
A korsó (oroszul: Кувшин, grúzul: ქვევრი) egy grúz rövidfilm. A film 25 perc hosszúságú, rendezője Irakli Kvirikadze volt; 1970-ben forgatták. A film Luigi Pirandello: Ciara (szicíliai nyelven: nagy edény) című novellájának szabad adaptációja. A forgatókönyv Rezo Gabriadze munkája.
A rendezőnek ez volt az első (fekete-fehér) mozifilmje, és szédületes sikert aratott.

## Történet
Grúziában (és a Kaukázusban általában) több ezer év óta hatalmas cserépedényekben, agyagkorsókban (kvevri) érlelik a bort.

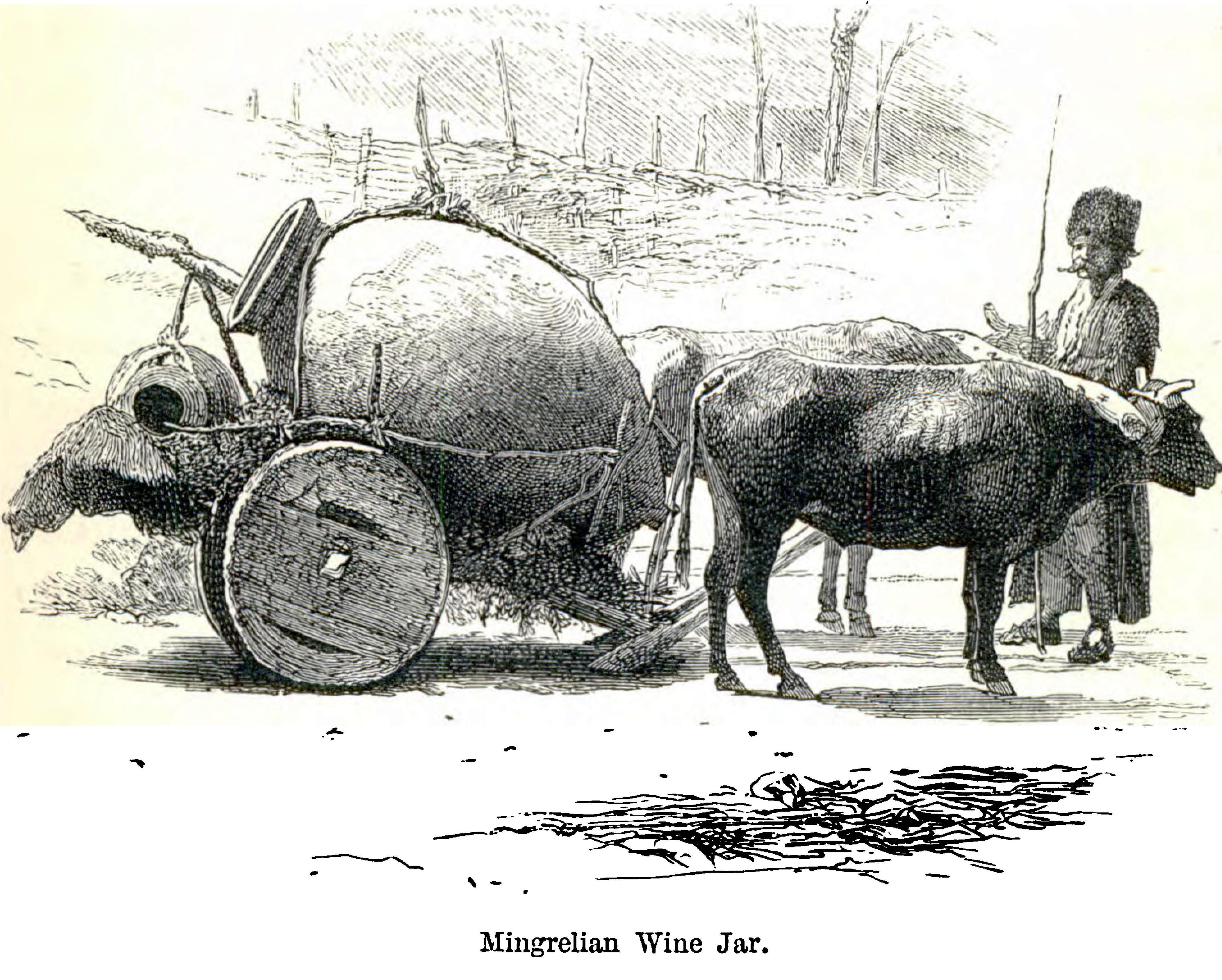
A Kaukázusban több ezer év óta óriási agyagkorsókban (kvevri) érlelik a grúz bort

A főszereplő, Gogija, ritka szerencséjére egy hatalmas korsót sikerül vásárolnia frissen szüretelt szőlője számára a piacon. Az agyagkorsó, amit fölkötöz a kis autója tetejére, akkora, ha nem nagyobb, mint a kocsi maga. Amikor a lánya otthon megpróbálja levenni a korsót, az legurul a földre, és kitörik egy nagy darab belőle. A falu ezermesteréhez fordulnak segítségül. Gogija a korsó belsejébe bújva segít a foltozásban, ami sikeres is, csak a gazda nem tud többet kijönni. A kihívott rendőr persze nem tud segíteni. A szegény bennragadt embert a barátok a korsó nyakán keresztül etetik, együtt iszogatnak és dalolnak. A bezárt ember előbb-utóbb vizelni kénytelen, ezt a korsó száján keresztül kifelé intézi el. Verekedés közeli huzavona után az edényt legurítják a dombról, ami széttörik és a szőlősgazda kiszabadul.

## Szereplők
- Bukhuti Zaqariadze – Gogia
- Henrieta Lejava – Marо
- Vakhtang Sulakvelidze – Аbеszаlоm
- Otar Zautashvili – Ucsаsztkovizs
- Erosi Mandjgaladze – Samchkuashvili